# F2A Buffalo
A Brewster F2A Buffalo amerikai vadászrepülőgép volt a második világháború elején. Bár a Buffalo nyerte meg a haditengerészet első egyfedelű vadászgépére 1939-ben kiírt pályázatot a Grumman F4F Wildcattal szemben, ez a döntés később nagy tévedésnek bizonyult. Számos ország, többek között Finnország, Belgium, Nagy-Britannia és Hollandia vásárolt a Buffalókból légierejének megerősítése céljából, de csak a finnek voltak megelégedve teljesítményével, a folytatólagos háború során teljesített bevetések kiváló eredményeivel. A háború e szakasza alatt 1941 és 1944 között a B–239 típusjelzésű gépek (ez jelölte a szárazföldi szolgálatra átalakított vadászgépeket) a tapasztalat szerint a Finnország ellen bevetett akkori szovjet vadászgépek többsége ellen hatásosnak bizonyultak. A konfliktus első szakaszában 32:1 arányú győzelemsorozatot értek el, vagyis 32 lelőtt szovjet vadászgépre esett egyetlen B–239 veszteség és 36 ász-pilóta repült Buffalót.
Amikor 1941 decemberében a háború a Csendes-óceán térségére is átterjedt, a Brit Nemzetközösség légierejénél B–339E, a holland kelet-indiai légierőnél B–339D Buffalók voltak rendszeresítve. Ezek a gépek komoly veszteséget szenvedtek a Japán Birodalmi Haditengerészet Mitsubishi A6M Zero és a japán hadsereg Nakajima Ki–43 „Oscar” vadászgépeitől. Az angolok megkísérelték a lőszerjavadalmazás és az üzemanyag csökkentésével, valamint kisebb kaliberű géppuskák felszerelésével könnyebbé tenni gépeiket, hogy javítsák teljesítményüket, de ez kevés sikerrel járt.
Az U.S. Navy számára a Buffalo F2A–1, F2A–2 és F2A–3 típusváltozatot gyártották. (Külföldre az ezeknek megfelelő, de kisebb teljesítményű motorral felszerelt B–239, B–339 és B–339-23 típust szállították.) A tengerészgyalogság F2A–3 vadászgépeit vetették be a midwayi csata folyamán. Éppen ez az összecsapás bizonyította, hogy ezek a gépek nem vehették fel a versenyt a Zerókkal. A tengerészgyalogos pilóták úgy emlegették gépeiket, hogy azok „repülő koporsók”. Az F2A–3 ugyanakkor jelentősen felülmúlta az F2A–2 gépeket, melyeket a haditengerészet a háború kitörése előtt használt.

## Tervezés és fejlesztés

### U.S. Navy
1935-ben az U.S. Navy követelménylistát állított fel repülőgép-hordozó bázisú vadászgépre a Grumman F3F kétfedelű felváltása céljából. Két pályázót vizsgáltak meg, az egyik a Brewster XF2A–1 egyfedelű gép volt, melyet a Dayton T. Brown vezette csoport tervezett. A pályázaton induló másik gép, a XF4F–1 klasszikus kétfedelű repülőgép volt, kétsoros csillagmotorral. A tendert újra megnyitották, hogy egy új pályázó, a Seversky XFNF–1 is részt vehessen rajta, de ezt rövidesen kizárták, mert a prototípus nem volt képes 430 km/h-nál nagyobb sebességet elérni. AZ XF2–A először 1937. december 2-án szállt fel, és az első próbák arra utaltak, hogy teljesítménye jóval felülmúlja a Grumman kétfedelűét. Az XF3F–1 típust nem kezdték gyártani, később egyfedelűként tűnt fel ismét, ez lett az F4F Wildcat.
Az XF2A–1 gépet Long Islandben gyártották le a Brewster Aeronautical Corporation telephelyén.

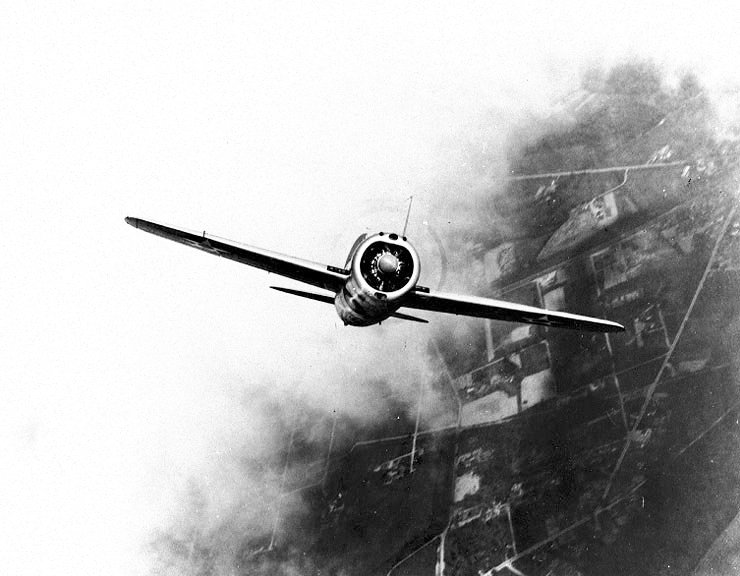
A Brewster XF2A–1 prototípus

Az új középszárnyas Brewster vadászgép korszerű benyomást keltett zömök törzsével és egy sor fejlett megoldással. Teljesen fémszerkezetű, szegecselt alumíniumlemezből készült sárkánya volt, de a kormányfelületek még vászonborítást kaptak. Az XF2A–1 megosztott fékszárnnyal, valamint hidraulikusan működtetett főfutóval és részben behúzható farokkerékkel, továbbá áramvonalas kabintetővel rendelkezett. Hiányzott azonban az öntömítő üzemanyag-tartály és a pilótaülés páncélzata. A törzsben elhelyezett  üzemanyag-tartály térfogata csak 606 liter volt. A gépet egy 950 LE (708 kW) teljesítményű Wright R-1820-22 Cyclone csillagmotor hajtotta. Emelkedési sebessége 839 m/min, legnagyobb sebessége 447 km/h volt 4900 m-en, melyet később 489 km/h értékre tornáztak fel a kabintető és az olajhűtő beömlőnyílás alakjának javításával. Mivel a motornak csupán egyfokozatú feltöltője volt, nagyobb magasságban teljesítménye rohamosan csökkent. A törzs orr-részébe szerelt fegyverzet egy mereven beépített 12,7 mm kaliberű Browning M2 géppuskából (200 lőszerrel) és egy 7,62 mm űrméretű Browning M1919 géppuskából (600 lőszer) állt. A Haditengerészet a Brewsterrel szerződést kötött 54 db F2A–1 típusjelzésű gép legyártására.
Az XF2A–1 prototípus szolgálati próbái 1938 januárjában kezdődtek, az F2A–1 sorozatgyártása ugyanezen év júniusában indult. A széria gépeket 940 LE (701 kW) teljesítményű Wright R-1820-34 motor hajtotta, és nagyobb függőleges vezérsíkot kaptak. A szárnyba szerelt további két 12,7 mm kaliberű  Browning gépágyú és a tengerészet által előírt egyéb felszerelés miatt megnövekedett tömeg az eredeti emelkedési sebességet 793 m/min értékre csökkentette. A gyártás során felmerült nehézségek miatt a Brewster csak 11 F2A–1 gépet szállított le a tengerészetnek, a fennmaradó mennyiséget később a Finn Légierő kapta meg.

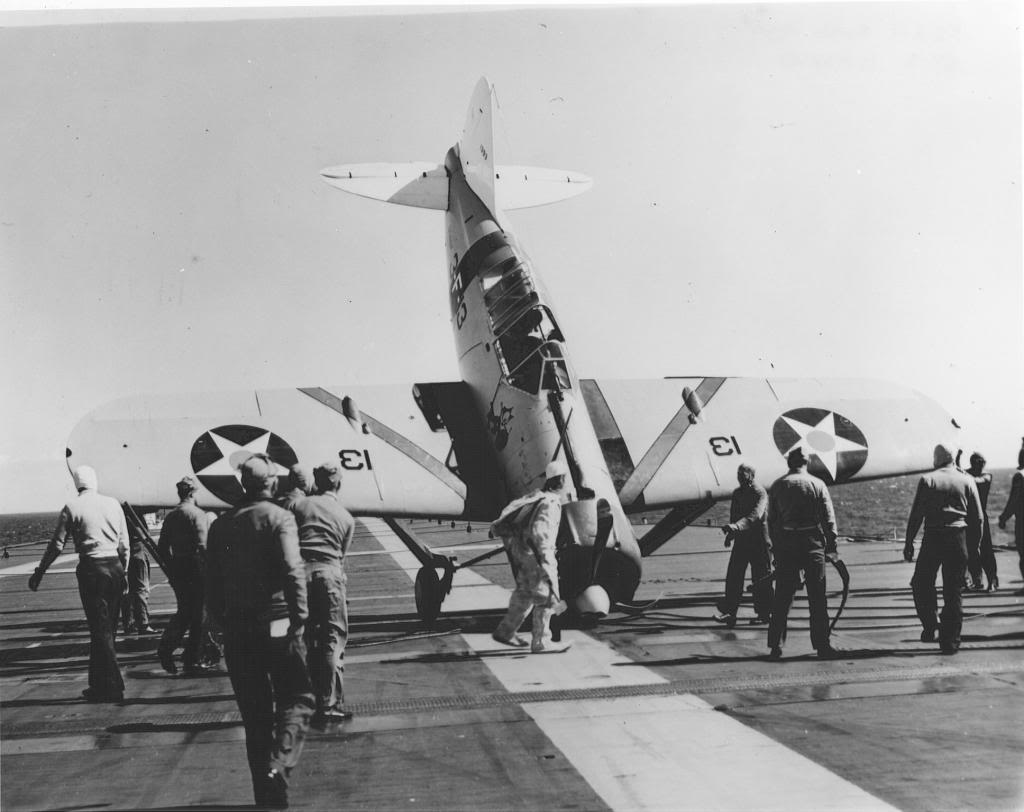
John S. Thach orra buktatta ezt a F2A–1-et a USS Saratoga fedélzetén 1940 márciusában

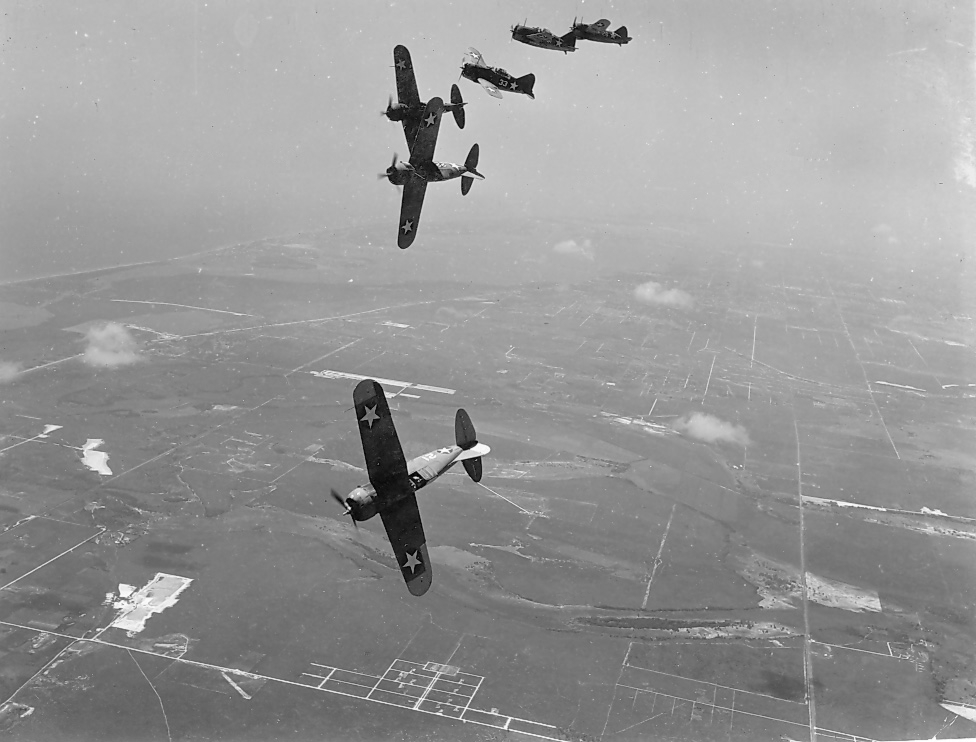
Az F2A–3 gépeket a haditengerészet gyakorló gépeiként alkalmazták 1942 és 1943 között

A következő változat, az F2A–2, melyből az U.S. Navy 43 gépet rendelt, a sokkal erősebb, 1200 LE (895 kW) teljesítményű R-1820-40 motort kapta, valamint jobb légcsavarral szerelték fel, de még mindig hiányzott a pilóta páncélzata és az öntömítő üzemanyag-tartály. A megnövelt motorteljesítmény előnyös volt, de ezt némileg lerontotta a repülőgép nagyobb tömege: a csúcssebesség az elfogadható 520 km/h értékre nőtt 5000 m-en, de a kezdeti emelkedési sebesség némileg csökkent. Az első két változatot szerették pilótáik, nem volt ugyan nagyon gyors, de az alacsony felületi terhelés következtében fürge és fordulékony, jól irányítható járműnek bizonyult.
Az F2A–3 a U.S. Navy és a tengerészgyalogság számára gyártott utolsó Buffalo változat volt. 1941 januárjában 108 példányt rendeltek ebből a típusból. Időközben a haditengerészet elhidegült a Buffalóval szemben, különösen amiatt, hogy a Brewster gyakran késett a szállítással és véget nem érő nehézségek zajlottak a vállalat vezetésében. Az utolsó rendelés inkább amiatt történt, hogy lehetőséget adjanak a vállalatnak a gyártás fenntartására (azt tervezték, hogy átállnak Corsair vadászgépek és Bucaneer vagy Bermuda zuhanóbombázók gyártására).
Az F2A–3 repülőgépet távolsági felderítőnek szánták. Ehhez új szárnyat terveztek, mely úgy lett kialakítva, hogy maga a teherhordó szerkezet egyúttal öntömítő benzintartályként is szolgált, ezzel súlyt sikerült megtakarítani. A törzsbe a korábbinál nagyobb térfogatú benzintartály került, ami a repülőgép hatótávolságát, de egyben a tömegét is (227 kg-mal) megnövelte. A pilótaülés mögé beépített páncéllemez és a megnövelt lőszer mennyisége szintén az össztömeget növelte és ezzel a gép csúcssebességét és emelkedési sebességét csökkentette, de alapvetően lerontotta a fordulási és manőverezési képességeit is. A haditengerészet úgy találta, hogy a megnövekedett tömeg mellett fennáll a veszélye a futómű sérülésének is repülőgép-hordozóra történő leszállás alkalmával. Másrészt a Curtiss motor kiváló erőforrásnak bizonyult cirkáló repülésekhez, és így az F2A–3 mégiscsak fel tudott mutatni valami előnyt is és megkezdte szolgálatát a Saratoga és Lexington hordozón.
Már 1940 vége felé nyilvánvalóvá vált, hogy a Buffalo hamarosan elavulttá válik. Ekkor tesztelték a Chance-Vought XF4U–1 prototípusát, melynek később sorozatban gyártott változata, az F4U Corsair 644 km/h sebességet ért el vízszintes repülésben, erőteljes Twin Wasp motorjának köszönhetően, és ezzel túlszárnyalt minden más gépet a csendes-óceáni hadszíntér flottáinál. A Buffalónak nagyobb motorra lett volna szüksége, de a sárkány már nem bírta volna el erősebb hajtómű beépítését. Nem sokkal azután, hogy megkezdődött a legyártott F2A–3 gépek szállítása, a Navy már döntött is a típus teljes leszereléséről. Ettől kezdve a repülőgépet másodrendűnek értékelték, néhány példányt átadtak a tengerészgyalogságnak, mely két századot állított fel belőlük, az egyiket a Palmyra-atollon, a másikat a Midway-atollon. Azok a gépek, amelyek hordozókon maradtak, majdnem bevetésre kerültek egy Wake sziget ellen tervezett támadás során, azonban az akciót lefújták, mielőtt harci érintkezést vettek volna fel. Röviddel ezután a haditengerészet haladó gyakorlógépekként kezdte használni a megmaradt néhány darabot.

## Változatok

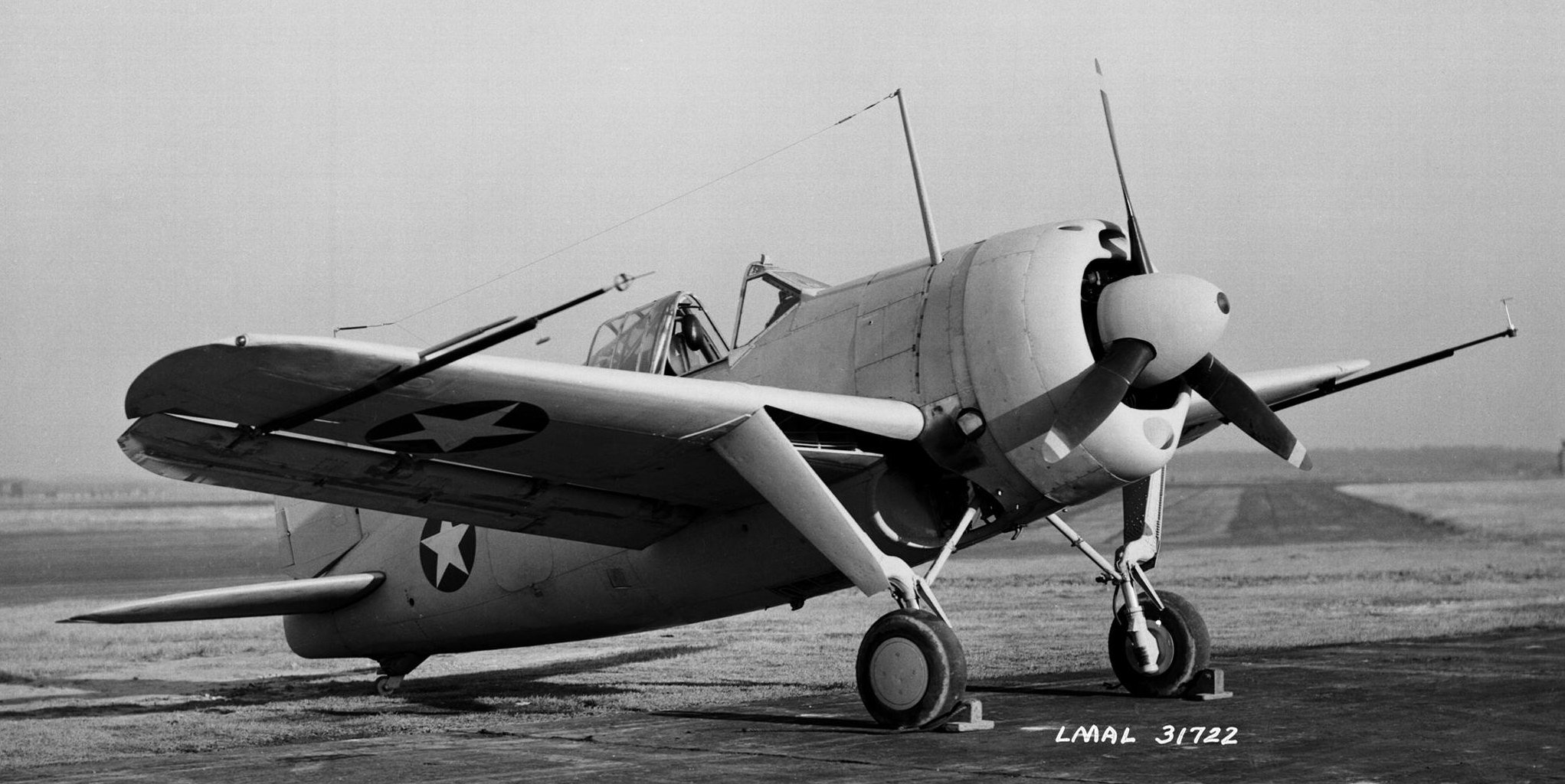
Brewster Buffalo F2A–2

XF2A-1Prototípus
F2A–1(R-1830-34 motorral és két géppuskával) a United States Navy részére, 11 darab készült
F2A–2(R-1820-40 motorral és négy géppuskával) a United States Navy és a tengerészgyalogság részére, 43 darab készült
F2A–3Továbbfejlesztett F2A–2 a United States Navy részére növelt hatótávval és két 45 kg bombához felfüggesztéssel, 108 darab készült.
B–239: Export változat Finnország részére R-1820-G5 motorral és négy géppuskával, 44 darab készült
B-339BExport változat Belgium részére, 40 darab készült (csak két példányt kapott Belgium, a többit Nagy-Britannia (Fleet Air Arm)
B-339CExport változat Holland Kelet-India részére Wright G-105 motorral, 24 darab készült
B-339DExport változat Holland Kelet-India részére 1200 LE-s (895 kW) Wright R-1820-40 motorral; 48 darab készült
B-339EExport változat a brit Royal Air Force részére Wright G-105 motorral Buffalo Mk I jelzéssel; 170 darab készült (az RAAF és RNZAF szintén kapott belőlük)
B-339-23Export változat Holland Kelet-India részére 1200 LE-s (895 kW) GR-1820-G205A motorral, 20 darab készült, (17 darab később a RAAF-hoz került, néhány példány pedig az USAAF-hez)
Buffalo Mark IA B339E változat brit típusjele

## Műszaki adatok (F2A-1)

### Méretek
- Személyzet: 1 fő (pilóta)
- Hossz: 7,9 m
- Fesztáv: 10,7 m
- Magasság: 3,63 m
- Szárnyfelület: 19,48 m²

### Tömeg
- Üres tömeg: 1717 kg
- Teljes tömeg: 2286 kg

### Hajtómű
- Típus: Wright R–1820–34 Cyclone léghűtéses csillagmotor
- Teljesítmény: 940 LE (701 kW)

### Repülési teljesítményadatok
- Legnagyobb sebesség: 484 km/h 5200 m magasságon
- Cirkálósebesség: 415 km/h
- Hatótáv: 1600 km
- Csúcsmagasság: 10 100 m
- Emelkedési sebesség: 933 m/min
- Szárny felületi terhelése: 117,8 kg/m²

### Fegyverzet
- 1 × 0,30 in M1919 Browning géppuska és 1 × 0,50 in M2 Browning géppuska a törzsben és további 2 × 0,50 in M2 géppuska a szárnyban földi célpontok ellen
- a Finnország számára gyártott gépekben: 4 × 0,50 in (12,7 mm) Browning M2 géppuska

## Fordítás
- Ez a szócikk részben vagy egészben  a   Brewster F2A Buffalo című angol Wikipédia-szócikk ezen változatának fordításán alapul.  Az eredeti cikk szerkesztőit annak laptörténete sorolja fel. Ez a jelzés csupán a megfogalmazás eredetét és a szerzői jogokat jelzi, nem szolgál a cikkben szereplő információk forrásmegjelöléseként.